# Фернанду Португальский (1846—1861)
инфант Фернанду Португальский (порт. Fernando Maria Luís de Saxe-Coburgo-Gotha e Bragança; 23 июля 1846, Лиссабон — 6 ноября 1861, там же) — четвёртый сын королевы Португалии Марии II и короля-консорта Фернанду II. Член дома Браганса.

## Жизнь
Фернанду был лейтенантом в пятом батальоне Касадоров и получил звезду Ордена Непорочного зачатия Девы Марии Вилла-Викозской. Он и двое его братьев, король Педру V и инфант Жуан, герцог Бежа, умерли от брюшного тифа или холеры в конце 1861 года. Он был похоронен в Королевском пантеоне династии Браганса.